# Mouvement des démocrates du centre
Le Mouvement des démocrates du centre (Movimento dei Democratici di Centro, DDC) est un ancien petit parti politique saint-marinais de tendance démocrate-chrétienne, proche de la gauche.

## Historique
Il est fondé en 2007 par des représentants de l'aile gauche du Parti démocrate-chrétien saint-marinais favorables à l'alliance avec le Parti des socialistes et des démocrates. Lors des élections générales de 2008, le Mouvement des démocrates du centre se présente aux élections allié au Parti des socialistes et des démocrates et à la Gauche unie au sein de la coalition Réformes et liberté, obtenant 4,94 % des voix et 2 sièges sur 60 au Grand Conseil général.
En 2011, le parti fusionne avec les Euro-populaires pour Saint-Marin, une scission pro-européenne des démocrates-chrétiens, et donne naissance à l'Union pour la république. Celui-ci s'alliera avec l'Alliance populaire pour les élections de 2016. Les deux partenaires fusionneront en 2017, créant le parti République du futur.